# Victor Child-Villiers, 7. Earl of Jersey

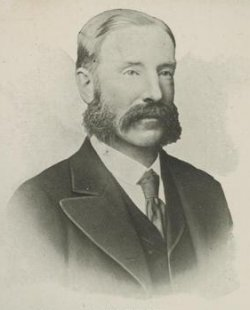
Victor Child-Villiers, 7. Earl of Jersey

Victor Albert George Child-Villiers, 7. Earl of Jersey GCB GCMG PC DL JP (* 20. März 1845 in London; † 31. Mai 1915 in Osterley Park) war ein britischer Politiker.

## Leben
Er wurde als ältester Sohn von George Child-Villiers, 6. Earl of Jersey, und Julia, einer Tochter des britischen Premierministers Sir Robert Peel, geboren. Er besuchte das Eton College und studierte danach am Balliol College in Oxford. Im Oktober 1859 erbte er im Alter von 14 Jahren die Earlswürde seines Vaters, welcher gerade einmal drei Wochen, nachdem er selbst den Titel von dessen Vater geerbt hatte, verstarb. Er wurde Haupteigentümer der Familienbank Child & Co.
Villiers diente als Lord-in-Waiting zwischen 1875 und 1877 in der Regierung von Benjamin Disraeli. 1879 wurde er Lord Lieutenant für Oxfordshire. Dieses Amt hatte er bis zu seinem Tod inne. Er kehrte im Jahre 1889 in die Regierung zurück, als Lord Salisbury ihn zum Paymaster General ernannte. Dieses Amt hatte er bis 1890 inne. Drei Jahre später wurde er Mitglied des Privy Councils.
Von Januar 1891 bis März 1893 war er Gouverneur von New South Wales.
Lord Jersey heiratete am 19. September 1872 Margaret Elizabeth (* 29. Oktober 1849; † 22. Mai 1945), eine Tochter von William Leigh, 2. Baron Leigh. Sie hatten zusammen sechs Kinder. Villiers war ein aktiver Freimaurer. Als er 1915 starb, erbte sein ältester Sohn George Child-Villiers, 8. Earl of Jersey, den Titel.